# Sugarcreek (Ohio)
Sugarcreek es una villa ubicada en el condado de Tuscarawas en el estado estadounidense de Ohio. En el Censo de 2010 tenía una población de 2220 habitantes y una densidad poblacional de 226,16 personas por km².

## Geografía
Sugarcreek se encuentra ubicada en las coordenadas 40°30′27″N 81°38′27″O / 40.50750, -81.64083. Según la Oficina del Censo de los Estados Unidos, Sugarcreek tiene una superficie total de 9.82 km², de la cual 9.82 km² corresponden a tierra firme y (0%) 0 km² es agua.

## Demografía
Según el censo de 2010, había 2220 personas residiendo en Sugarcreek. La densidad de población era de 226,16 hab./km². De los 2220 habitantes, Sugarcreek estaba compuesto por el 97.79% blancos, el 0.14% eran afroamericanos, el 0.14% eran amerindios, el 0.09% eran asiáticos, el 0% eran isleños del Pacífico, el 0.68% eran de otras razas y el 1.17% pertenecían a dos o más razas. Del total de la población el 1.49% eran hispanos o latinos de cualquier raza.